# Enric Palomar
Enric Palomar (Badalona-Barcelona 1964) é um compositor catalão.
Estudou no conservatório de Barcelona e completou o seu treino com Benet Casablancas e Joan Albert Amargos. A sua obra Interlúdio Alegório (uma homenagem a Claude Debussy) recebeu uma menção honrosa no X Concurso de Composição, organizado pelo governo catalão. 
Escreveu numerosas obras de cámara para diversas formações e solistas, entre as quais se destacam as operas Ruleta, com libreto de Anna Maria Moix e de Rafael Sender, estreada no Mercat de les Flors em 1998 e Juana, baseada na vida de Joana I de Castela, com libreto de Rebecca Simpson, estreada na Opera de Halle em 2005, com actuações posteriores no Teatro Romea em Barcelona e no Staatstheater de Darmstadt, Alemanha.
A Opera de Barcelona, Gran Teatre del Liceu, encomendou-lhe a opera “La Cabeza del Bautista”, baseada na peça de teatro homónima de Ramon Maria del Valle-Inclán, a qual estreou a 20 de Abril de 2009.
Em 2011 estreou o seu primeiro concerto para Piano (com Ivan Martin como solista) e a sua primeira cantata, Baceroles, no Auditori, em Barcelona.
Ainda em 2011, A Companhia Nacional de Bailado de Espanha e o seu director José António estreiam nos Jardins do Palácio de Alhambra, em Granada, o seu ballet "Negro-Goya", com a participação da Orquestra Cidade de Granada.  Outras obras de Enric Palomar são: Alboradas, Thamar y Amnon, Salomé, Homenaje a Manuel de Falla, Mare coratge i els seus fills, Nana de la cigüena. 
Encontra-se adicionalmente envolvido com jazz e música popular, com flamenco em particular, áreas nas quais se encontra activo não só como compositor mas também como arranjador e director musical. As suas obras incluem Lorca al Piano, uma suite cigana para quatro pianos, percussão, voz (flamenco e opera) e dança, bem como uma colaboração com o famoso cantor de flamenco Miguel Poveda em “Poemas do Exílio”, para os quais musicou os poemas de Rafael Alberti. 
É actualmente o director artistico da Escola Superior de Música Taller de Musics, em Barcelona.